# コロンボ・クリケット・クラブ・グラウンド
コロンボ・クリケット・クラブ・グラウンド（英語: Colombo Cricket Club Ground, シンハラ語: කොළඹ ක්‍රිකට් සමාජ ක්‍රීඩාංගනය, タミル語: கொலோம்போ கிரிக்கெட் கிளப் கிரௌண்ட்）は、スリランカの都市コロンボのシナモン・ガーデンズ地区にある多目的スタジアム。現在は主に国内試合会場や海外チームの練習場として利用されている。収容人数は6千人で、1984年に初のテスト・マッチを開催した。テスト・マッチが開催された球場としては最も小さい部類に入る。過去3回テスト・マッチの会場となった。

## グラウンド
スリランカ最古のクリケットチームであるコロンボ・クリケット・クラブのホームグラウンドである。スリランカ国内でも小さい球場である。近くにはSSCクリケット・グラウンドも立地する。
競技スペースが土地の大半を占め、両サイドに狭い観客席が設けられている。プレスボックス・エンドには、名前の通りプレスボックスが設けられたコンクリート・スタンドとスコアボードが設置されている。反対側はメインスタンド（パビリオン）のあるパビリオン・エンドである。収容人員は6,000人。

## 試合実績
この球場で初めてクリケットの試合が行われたのは、1911-12シーズンであった。
また、テスト・マッチも3度開催されている。1回目は1984年3月のスリランカ代表対ニュージーランド代表の試合で、ニュージーランド代表が勝利した。2回目は1986年3月のスリランカ代表対パキスタン代表の試合。3回目は1987年4月のスリランカ代表対ニュージーランド代表の試合である。